# Olof Nordén
Olof Nordén, född 13 februari 1886 i Arbrå församling, Gävleborgs län, död 9 januari 1982 i Arbrå församling, Gävleborgs län, var en skomakare, torpare och fiolspelman.

## Biografi

Olof Nordén, C.F. Apelgren, Lars-Erik Forslin 1930

Olof Nordén började spela kornett i en mässingssextett vid 13 års ålder, och fick lära sig noter av en musiksergeant. En yngre bror, Jonne (född 1891), började spela fiol omkring 1905, och Olof började med fiol 1919. Året därpå spelade de tillsammans på en tävling i Järvsö, eftersom Jonne ville ha ackompanjemang. Jonne drabbades av en nervsjukdom och slutade spela, medan Olof fortsatte. Han deltog på flera spelmansstämmor, och även när Hälsinglands spelmansförbund bildades i Ljusdal 1928. Han började också komponera egna låtar, ofta i ekvilibristisk stil för att testa sin förmåga. Han erövrade Zornmärket i silver 1944 i Bollnäs. Vid spelmansförbundets 25-årsjubileum 1953 tilldelades han Kjellström-plaketten, och året därpå, i Uppsala, Zornmärket i guld. Han blev dokumenterad av Svenskt visarkiv 1968 och 1973.